# Кольский район
Ко́льский райо́н — административно-территориальная единица в Мурманской области. В границах района образован одноимённый муниципальный район.
Административный центр — город Кола.

## География
Площадь 28 320 км². Территория относится к району Крайнего Севера. Климат разнообразный. На побережье Баренцева моря субарктический морской, смягченный влиянием теплого течения. В континентальных районах умеренно-холодный. Средние температуры наиболее холодных месяцев понижаются по мере удаления от побережья от -8 до -15 градусов, летние, напротив, растут от +9 до +14. На побережье часты сильные ветры и затяжные метели. Снежный покров лежит более 210 дней в году. Высокая влажность воздуха в сочетании с сильными ветрами приводит к тому, что даже 10-ти градусные морозы переносятся крайне тяжело. Заморозки и выпадение снега возможны в любой летний день.
Район богат водными ресурсами. Основные реки: Тулома, Западная Лица, Кола, Териберка, Воронья, Лотта. Три крупных водохранилища: Верхнетуломское, Верхнетериберское и Серебрянское. Из озёр размером выделяются Колозеро, Урдозеро, Пуарентъявр, Канентъявр, Нялъявр, Вуэннияур, Гирвас, Ловно, Шовнаявр, Пяйвеявр.

## История
Район образован 1 августа 1927 года как Кольско-Лопарский район. В феврале 1935 года Кольско-Лопарский район был переименован в Кольский. 9 июля 1960 года к Кольскому району была присоединена часть территории упразднённого Полярного района.
29 декабря 2004 года Кольский район в соответствии с законом № 577-01 Мурманской области наделён статусом муниципального района.

## Население
| 1939    | 1959    | 1970    | 1979    | 1989    | 2002    | 2009    |
| ------- | ------- | ------- | ------- | ------- | ------- | ------- |
| 17 450  | ↗32 062 | ↗61 315 | ↗74 129 | ↘73 555 | ↘51 125 | ↘49 277 |
| 2010    | 2011    | 2012    | 2013    | 2014    | 2015    | 2016    |
| ↘44 670 | ↘44 451 | ↘43 573 | ↘42 892 | ↘42 361 | ↘41 852 | ↘41 608 |
| 2017    | 2018    | 2019    | 2020    | 2021    | 2023    |         |
| ↘41 163 | ↘40 768 | ↘40 515 | ↗40 531 | ↘34 112 | ↘33 510 |         |

Численность населения, проживающего на территории муниципального района, по данным Всероссийской переписи населения 2010 года составляет 44670 человек, из них 22393 мужчины (50,1 %) и 22277 женщин (49,9 %). Крупнейшие населенные пункты — пгт Мурмаши (14,2 тыс. человек) и город Кола (10,4 тыс. человек).

### Урбанизация
В городских условиях (город Кола, пгт Мурмаши, Молочный, Кильдинстрой, Верхнетуломский и Туманный) проживают 78.45 % населения района.

### Национальный состав
По переписи населения 2010 года из населения муниципального образования 89,8 % составляют русские, 4,1 % — украинцы, 1,7 % — белорусы, а также 4,5 % других национальностей.
По итогам переписи населения 2020 года проживали следующие национальности (национальности менее 0,1 % и другое, см. в сноске к строке «Другие»):
| Национальность | Численность, чел. | Доля     |
| -------------- | ----------------- | -------- |
| Русские        | 27 835            | 81,60 %  |
| Украинцы       | 740               | 2,17 %   |
| Белорусы       | 269               | 0,79 %   |
| Саамы          | 230               | 0,67 %   |
| Азербайджанцы  | 152               | 0,45 %   |
| Татары         | 148               | 0,43 %   |
| Мордва         | 91                | 0,27 %   |
| Армяне         | 86                | 0,25 %   |
| Узбеки         | 61                | 0,18 %   |
| Коми           | 56                | 0,16 %   |
| Молдаване      | 47                | 0,14 %   |
| Чуваши         | 39                | 0,11 %   |
| Таджики        | 37                | 0,11 %   |
| Карелы         | 36                | 0,11 %   |
| Другие         | 4285              | 12,56 %  |
| Итого          | 34 112            | 100,00 % |

## Территориально-муниципальное устройство
В Кольском районе 34 населённых пункта в составе 6 городских и 5 сельских поселений.
| №  | Городские и сельские поселения      | Административный центр      | Количество населённых пунктов | Население | Площадь, км² |
| -- | ----------------------------------- | --------------------------- | ----------------------------- | --------- | ------------ |
| 1  | Городское поселение Верхнетуломский | пгт Верхнетуломский         | 2                             | ↘1264     |              |
| 2  | Городское поселение Кильдинстрой    | пгт Кильдинстрой            | 5                             | ↘4316     |              |
| 3  | Городское поселение Кола            | город Кола                  | 1                             | ↘8933     |              |
| 4  | Городское поселение Молочный        | пгт Молочный                | 2                             | ↘4045     |              |
| 5  | Городское поселение Мурмаши         | пгт Мурмаши                 | 1                             | ↘9449     |              |
| 6  | Городское поселение Туманный        | пгт Туманный                | 1                             | ↘389      |              |
| 7  | Сельское поселение Междуречье       | населённый пункт Междуречье | 6                             | ↘1447     |              |
| 8  | Сельское поселение Пушной           | населённый пункт Пушной     | 7                             | ↘1029     |              |
| 9  | Сельское поселение Териберка        | село Териберка              | 5                             | ↘528      |              |
| 10 | Сельское поселение Тулома           | село Тулома                 | 3                             | ↘1759     |              |
| 11 | Сельское поселение Ура-Губа         | село Ура-Губа               | 1                             | ↘351      |              |

## Населённые пункты
Распределение населения района:
 Мурмаши (28,20 %) Кола  (26,66 %) Молочный  (12,02 %) Тулома  (5,28 %) Кильдинстрой (6,67 %) Остальные (21,17 %)
| №  | Населённый пункт      | Тип              | Муниципальное образование           | Население    |
| -- | --------------------- | ---------------- | ----------------------------------- | ------------ |
| 1  | Белокаменка           | село             | Сельское поселение Междуречье       | ↘84 (2010)   |
| 2  | Верхнетуломский       | пгт              | Городское поселение Верхнетуломский | ↘1254 (2023) |
| 3  | Восточный Кильдин     | населённый пункт | Сельское поселение Териберка        | ↘4 (2010)    |
| 4  | Выходной              | станция          | Городское поселение Молочный        | →16 (2023)   |
| 5  | Голубые Ручьи         | населённый пункт | Городское поселение Кильдинстрой    | ↗447 (2010)  |
| 6  | Дальние Зеленцы       | населённый пункт | Сельское поселение Териберка        | ↘52 (2010)   |
| 7  | Западный Кильдин      | населённый пункт | Сельское поселение Териберка        | ↘6 (2010)    |
| 8  | Зверосовхоз           | населённый пункт | Городское поселение Кильдинстрой    | ↘1308 (2021) |
| 9  | Килпъявр              | населённый пункт | Сельское поселение Междуречье       | ↘884 (2010)  |
| 10 | Кильдинстрой          | пгт              | Городское поселение Кильдинстрой    | ↘2235 (2023) |
| 11 | Кица                  | станция          | Сельское поселение Пушной           | ↘45 (2010)   |
| 12 | Кола                  | город            | Городское поселение Кола            | ↘8933 (2023) |
| 13 | Лопарская             | станция          | Сельское поселение Пушной           | ↘173 (2010)  |
| 14 | Магнетиты             | станция          | Городское поселение Кильдинстрой    | ↘124 (2010)  |
| 15 | Междуречье            | населённый пункт | Сельское поселение Междуречье       | ↘975 (2010)  |
| 16 | Минькино              | село             | Сельское поселение Междуречье       | ↘433 (2010)  |
| 17 | Мишуково              | населённый пункт | Сельское поселение Междуречье       | ↘211 (2010)  |
| 18 | Мокрая Кица           | населённый пункт | Сельское поселение Пушной           | ↘40 (2010)   |
| 19 | Молочный              | пгт              | Городское поселение Молочный        | ↘4029 (2023) |
| 20 | Мурмаши               | пгт              | Городское поселение Мурмаши         | ↘9449 (2023) |
| 21 | Нял                   | станция          | Сельское поселение Тулома           | ↘7 (2010)    |
| 22 | Остров Большой Олений | населённый пункт | Сельское поселение Териберка        | ↘6 (2010)    |
| 23 | Песчаный              | населённый пункт | Сельское поселение Пушной           | ↘139 (2010)  |
| 24 | Пулозеро              | село             | Сельское поселение Пушной           | ↘7 (2010)    |
| 25 | Пушной                | населённый пункт | Сельское поселение Пушной           | ↘782 (2010)  |
| 26 | Пяйве                 | станция          | Сельское поселение Тулома           | ↘54 (2010)   |
| 27 | Ретинское             | населённый пункт | Сельское поселение Междуречье       | ↘0 (2010)    |
| 28 | Светлый               | населённый пункт | Городское поселение Верхнетуломский | ↗10 (2023)   |
| 29 | Тайбола               | станция          | Сельское поселение Пушной           | ↘14 (2010)   |
| 30 | Териберка             | село             | Сельское поселение Териберка        | ↘957 (2010)  |
| 31 | Тулома                | село             | Сельское поселение Тулома           | ↘1771 (2021) |
| 32 | Туманный              | пгт              | Городское поселение Туманный        | ↘389 (2023)  |
| 33 | Ура-Губа              | село             | Сельское поселение Ура-Губа         | ↘351 (2023)  |
| 34 | Шонгуй                | населённый пункт | Городское поселение Кильдинстрой    | ↘1038 (2010) |

Ретинское и Белокаменка включены в состав района 31 октября 2016 года. До этого они входили в состав ЗАТО Александровск.

### Упразднённые населённые пункты
28 сентября 2006 года упразднены населённые пункты Маяк Большой Олений, Гранитный и Мыс Седловатый
2 июля 2008 года в связи с отсутствием проживающего населения упразднён населённый пункт Ниванкюль, ранее входивший в состав городского поселения Верхнетуломский.
24 апреля 2013 года в связи с отсутствием проживающего населения упразднён населённый пункт Маяк Тювагубский, ранее входивший в состав сельского поселения Териберка.
Ранее в состав сельского поселения Тулома входили населённые пункты Путевая Усадьба 54 км, Путевая Усадьба 61 км, Путевая Усадьба 75 км, Путевая Усадьба 85 км, Путевая Усадьба 90 км, Путевая Усадьба 101 км, упразднённые Законом Мурманской области № 905-01-ЗМО от 26 октября 2007 года в связи с отсутствием проживающего населения и железнодорожная станция Моккет упразднённая Законом Мурманской области «О статусе, наименованиях и составе территорий МО Кольский район и муниципальных образования входящих в его состав».

## Местное самоуправление
Представительным органом муниципального образования Кольский район является Совет депутатов Кольского района. Из состава Совета депутатов муниципального образования Главой муниципального образования.
Главы района
- Валентина Дмитриевна Кустенкова
- 2018-2023 - Малхасян Андрей Сергеевич[34].
- с 2023 года (и.о.) Павел Александрович Еремин

Исполнительно-распорядительным органом является администрация Кольского района. Глава администрации Кольского района назначается Советом депутатов.
Главы администрации 
- Александр Павлович Лихолат[35].

## Экономика
Бюджет Кольского района на 2010 год утвержден решением Совета депутатов Кольского района от 10.12.2009 г. № 46/1.
- По доходам — 1 311 123,7 тыс. руб.
- По расходам — 1 348 456,9 тыс. руб.
- Дефицит — 37 333,2 тыс. руб.

## Культура
На территории муниципального образования Кольский район действуют 30 учреждений культуры. Самым крупным учреждением культуры Кольского района является «Кольский районный Центр культуры». В учреждении работает 36 клубных объединений и формирований, в которых занимается более 500 человек в возрасте от 4 до 70 лет.

## Достопримечательности
- В центре города Кола находится Благовещенский собор — это первая каменная постройка на Кольской земле. Другой не менее значимой православной реликвией Кольского района является поклонный крест памяти Феодорита Кольского который основал на Кольской земле монастырь.
- На 1458-м км федеральной трассы «Кола» находится Мемориальный комплекс «Долина Славы» который посвящён воинам, погибшим при защите Заполярья в годы Великой Отечественной войны.